# Northeimer Seenplatte
Die Northeimer Seenplatte ist ein Seenkomplex im Stadtgebiet von Northeim im südniedersächsischen Landkreis Northeim. Ihre Wasserflächen sind künstlich durch Kiesabbau entstanden und zu einem beliebten Naherholungsgebiet geworden.

## Geographie

### Lage
Die Northeimer Seenplatte liegt im Leinegraben in einer rund 2 km breiten Talsohle überwiegend orographisch rechts entlang der Leine; in diesen Aller-Zufluss mündet direkt westlich der Seenlandschaft die Rhume. Ortschaften rund um die Seenplatte sind neben der Northeimer Kernstadt im Südosten die Northeimer Stadtteile Höckelheim im Süden, Hollenstedt im Westen, Stöckheim im Nordwesten und Edesheim im Nordnordosten. Die Seenplatte befindet sich zwischen etwa 108 (Höhenlage im Norden) und 111,1 m ü. NHN (Großer See im Süden).

### Naturräumliche Zuordnung
Die Northeimer Seenplatte gehört in der naturräumlichen Haupteinheitengruppe Weser-Leine-Bergland (Nr. 37) und in der Haupteinheit Leine-Ilme-Senke (Leinegraben; 372) zur Untereinheit Leineaue (372.3).

## Bodengefüge
In der Gegend der Northeimer Seenplatte stehen unter der Bodenschicht etwa 50 m pleistozäne Kiese an. Durch den Zufluss der Rhume liegt der Leinegraben hier im Schüttungsbereich des Harzes, so dass der Kies aus Grauwacke, Kieselschiefer und Braunkohlen-Quarz sowie Sanden zusammengesetzt ist und von Flussauesedimenten, Lößböden und Mergeltonschichten überlagert vorgefunden wird.

## Geschichte
1852 entnahmen die Königlich Hannöverschen Staatseisenbahnen Material zur Bahndammschüttung der Hannöverschen Südbahn. Bis 1940 entstand eine Wasserfläche von etwa 6 Hektar (ha). Ab 1950 wurde der Kiesabbau intensiviert. Dadurch wuchs die Wasserfläche bis 1980 auf rund 130 ha und liegt heute bei mehr als 350 ha. Die nicht mehr genutzten Baggerseen werden der Rekultivierung überlassen. Derzeit sind es 12 Seen unterschiedlicher Größe. Die Ländereien sind Stiftungseigentum und werden von der Klosterkammer Hannover verwaltet.

## Schutzgebiete
Im Norden der Northeimer Seenplatte liegen nordnordwestlich der Bundesautobahn 7 das Naturschutzgebiet (NSG) Wasservogelreservat Northeimer Seenplatte (CDDA-Nr. 166185; 1984 ausgewiesen; 80 ha groß) und Teile des NSG Polder I im Hochwasserrückhaltebecken Salzderhelden (CDDA-Nr. 165017; 1995; 5,23 km²); unmittelbar nördlich angrenzend befinden sich Teile des NSG Leineniederung Salzderhelden (CDDA-Nr. 389621; 2008; 4,97 km²). Ebenfalls nordnordwestlich der A 7 liegt das Vogelschutzgebiet-Gebiet Leinetal bei Salzderhelden (VSG-Nr. 4225-401; 11,29 ha).

## Vögel
Die Northeimer Seenplatte liegt zentral zwischen Solling und Harz im Durchzugsgebiet von Wasservogelarten, die von Nordeuropa und Westeurasien über das nördliche Mitteleuropa hinweg bis nach Südwesteuropa ziehen und die vor Ort liegenden Natur- und Vogelschutzgebiete (→ Abschnitt Schutzgebiete) als Rastplatz und Ort der Nahrungssuche nutzen.
Zu den Vogelarten, die hier in den 1970er Jahren während umfangreicher Bestandsaufnahmen Brutversuche unternommen haben, zählen: Haubentaucher, Mäusebussard, Turmfalke, Wasserralle, Flussregenpfeifer, Turteltaube, Eisvogel, Uferschwalbe, Schafstelze, Wiesenpieper, Teichrohrsänger, Dorngrasmücke und Braunkehlchen. Freizeitaktivitäten in unmittelbarer Nähe wirken sich störend für die Vögel aus. Die Vögel weichen daher teilweise auf das EU-Vogelschutzgebiet Hochwasserrückhaltebecken Salzderhelden aus, das nördlich vorgelagert ist.
Am Wasser- und Uferbereich ehemaliger Abbaustellen haben sich neben Vögeln auch Amphibien und Libellen angesiedelt. Eine Beobachtungsplattform befindet sich an der Geschiebesperre bei Hollenstedt an der L 572.

## Nutzung

### Technisch
Der Kiesabbau auf einer gegebenen Landfläche erfolgt im Tagebau. Die Durchführung erfolgt mittels Förderanlagen und Schwimmbaggern. Entstandene Gruben laufen mit Grundwasser voll. Das gewonnene Material wird durch Siebung aufbereitet und über Silotrichter werden Kippbrücken-LKWs zum Abtransport befüllt.

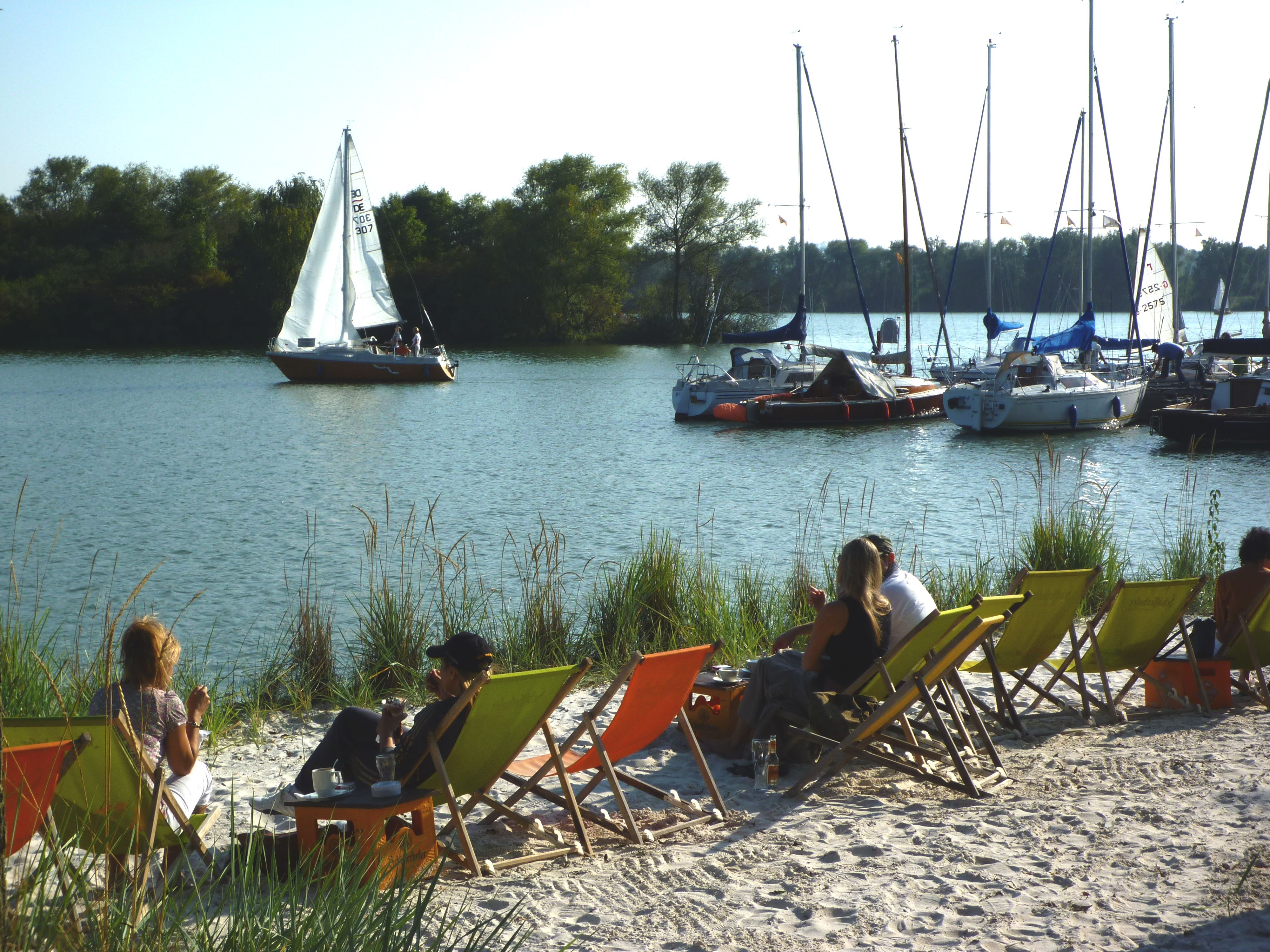
Am Bootshafen

### Freizeit
Am Großen See befinden sich Stege für Segelboote sowie ein Bootshaus. Baden, Tauchen und Surfen sind weitere hier mögliche Wassersportarten. Daneben werden einige Seen durch Angelsportler genutzt, die zu diesem Zweck Weißfischbesatz ausbringen.

## Verkehr und Wandern
Östlich des Seengebiets liegt die Anschlussstelle Northeim-Nord der in Nordost-Südwest-Richtung durch die Landschaft führenden Bundesautobahn 7 mit dortiger Anbindung an die östlich verlaufende Bundesstraße 3 (Northeim–Hollenstedt–Stöckheim). Hindurch führt die Hannöversche Südbahn als Teil der Nord-Süd-Strecke; von der B 3 zweigt in Northeim die auch durch die Landschaft führende Landesstraße 572 (Northeim–Hollenstedt–Stöckheim) ab. Durch die Seenplatte verläuft auch der Leine-Heide-Radweg. Entlang einiger Seen führen Wanderwege.